# محیا دهقانی
محیا دهقانی (زادهٔ ۲۴ دی ۱۳۷۰) بازیگر سینما، تلویزیون و تئاتر اهل ایران است. او فارغ‌التحصیل رشتهٔ تئاتر است و اولین حضور جدی‌اش در سینما با ایفای نقش در شیار ۱۴۳ (۱۳۹۲) آغاز شد. دهقانی که نخستین بار با نقشی فرعی در مجموعهٔ قهر و آشتی (۱۳۹۱) به تلویزیون پا گذاشت، با پایتخت ۴ (۱۳۹۴) به شهرت رسید و بعدها نقش اصلی مجموعه‌های تلویزیونی نجلا ۲ (۱۴۰۱) و مستوران ۲ (۱۴۰۲) را ایفا کرد. او برای بازی در فیلم کوتاه باهر (۱۳۹۵) موفق به دریافت جایزهٔ بهترین بازیگر زن در نهمین جشنواره فیلم‌های ایرانی سان‌فرانسیسکو شد.

## زندگی
محیا دهقانی ۲۴ دی ۱۳۷۰ در تهران به دنیا آمد. او فارغ‌التحصیل کارشناسی رشتهٔ تئاتر با گرایش ادبیات نمایشی است و مدرک آزاد بازیگری خود را در کلاس‌های داریوش ارجمند دریافت کرده است. اولین بازی سینمایی وی در فیلم شیار ۱۴۳ به کارگردانی نرگس آبیار است. مجموعه تا ثریا (۱۳۹۰) نخستین تجربه او در تلویزیون محسوب می‌شود. او همچنین در سریال پایتخت ۴ (۱۳۹۴) در نقش «سوسن» ظاهر شد. او در فیلم سینمایی ماجرای نیمروز (۱۳۹۵) به کارگردانی محمدحسین مهدویان، نقش فریده شخصیت اصلی زن فیلم را بازی کرده است. وی برای بازی در فیلم کوتاه باهر به کارگردانی حسن آخوندپور موفق به دریافت جایزهٔ بهترین بازیگر زن در نهمین جشنوارهٔ فیلم‌های ایرانی سان‌فرانسیسکو شد. دهقانی، پس از فصل دوم مجموعه تلویزیونی نجلا و نقش‌آفرینی به عنوان نقش اول زن این سریال، بیش از پیش شناخته‌شد.

## فیلم‌شناسی

### سینمایی
| سال  | فیلم                   | نقش               | کارگردان         | منبع   |
| ---- | ---------------------- | ----------------- | ---------------- | ------ |
| ۱۳۸۷ | پر                     |                   | داریوش ربیعی     | [ ۷ ]  |
| ۱۳۹۰ | ابرهای ارغوانی         | خانم قرتی در پارک | سیامک شایقی      |        |
| ۱۳۹۱ | فرشتگان قصاب           | راب               | سهیل سلیمی       |        |
| ۱۳۹۲ | شیار ۱۴۳               | مریم              | نرگس آبیار       | [ ۸ ]  |
| ۱۳۹۴ | سبز سفید سرخ           |                   | ابوالفضل جلیلی   | [ ۹ ]  |
| ۱۳۹۵ | ماجرای نیمروز          | فریده             | محمدحسین مهدویان |        |
| ۱۳۹۶ | لیلاج                  |                   | داریوش یاری      | [ ۱۰ ] |
| ۱۳۹۶ | روزگار مجنون (کُنجانچَم) |                   | یاسمن نصرتی      | [ ۱۱ ] |
| ۱۳۹۸ | چند می‌گیری گریه کنی ۲  | مریم              | علی توکل‌نیا      |        |
| ۱۳۹۸ | جنگل سکوت              |                   | سهیل عبداللهی    | [ ۱۲ ] |
| ۱۳۹۹ | لب خط                  | مونا              | علی جبارزاده     |        |

### مجموعهٔ تلویزیونی
| سال  | مجموعه تلویزیونی | نقش          | کارگردان           | منبع |
| ---- | ---------------- | ------------ | ------------------ | ---- |
| ۱۳۹۰ | تا ثریا          | سحر          | سیروس مقدم         |      |
| ۱۳۹۱ | قهر و آشتی       |              | علی ژکان           |      |
| ۱۳۹۴ | پایتخت ۴         | سوسن         | سیروس مقدم         |      |
| ۱۳۹۵ | زعفرانی          | دشمن زعفرانی | حامد محمدی         |      |
| ۱۴۰۰ | همبازی           | روشنا        | سروش محمدزاده      |      |
| ۱۴۰۰ | هم‌سایه           |              | محمدحسین غضنفری    |      |
| ۱۴۰۰ | خودخواسته        | آتوسا        | علیرضا بذرافشان    |      |
| ۱۴۰۱ | نجلا ۲           | نجلا         | خیرالله تقیانی پور |      |
| ۱۴۰۲ | مستوران ۲        | ماه منیر     | سید علی هاشمی      |      |
| ۱۴۰۳ | غریبه            | راحله        | سروش محمدزاده      |      |
| ۱۴۰۴ | ناریا            | فلورا        | جواد افشار         |      |

### نمایش خانگی
| سال  | مجموعه تلویزیونی    | نقش       | کارگردان        | منبع   |
| ---- | ------------------- | --------- | --------------- | ------ |
| ۱۴۰۱ | ارتش سری            | شرکت‌کننده | سعید ابوطالب    |        |
| ۱۴۰۲ | اسکار               | شرکت‌کننده | مهران مدیری     |        |
| ۱۴۰۲ | چیدمانه             | شرکت‌کننده | ایرج طایفه      |        |
| ۱۴۰۲ | شب‌های مافیا: زودیاک | شرکت‌کننده | محمدرضا رضاییان | [ ۱۳ ] |
| ۱۴۰۲ | ناتو                | شرکت‌کننده | مهدی صفی‌یاری    |        |
| ۱۴۰۲ | ضد                  | شرکت‌کننده | سعید ابوطالب    |        |
| ۱۴۰۲ | تی‌ان‌تی              | شرکت‌کننده | حامد آهنگی      | [ ۱۴ ] |

### فیلم کوتاه
| سال  | فیلم کوتاه      | کارگردان      | منبع |
| ---- | --------------- | ------------- | ---- |
| ۱۳۹۵ | شب، سکوت، رهایی |               |      |
| ۱۳۹۵ | باهر            | حسن آخوندپور  |      |
| ۱۳۹۹ | آهو             | امیرحسین همتی |      |

### تئاتر
| سال  | تئاتر                   | کارگردان          | محل اجرا                                | منبع                 |
| ---- | ----------------------- | ----------------- | --------------------------------------- | -------------------- |
| ۱۳۹۲ | خانهٔ برناردا آلبا       | میلاد اخگر        | خانهٔ هنرمندان (تماشاخانهٔ استاد انتظامی) | [ ۱۵ ]               |
| ۱۳۹۴ | زنجیرشدگان              | مسعود ترابی       | برج آزادی                               | [ ۱۶ ]               |
| ۱۳۹۴ | دو سه چیزی که نمی‌دانی!  | آناهیتا قرجه      | خانه‌موزهٔ انتظامی                        |                      |
| ۱۳۹۴ | خسیس به روایت یک بازپرس | آناهیتا قرجه      | تماشاخانهٔ استاد مشایخی                  | [ ۱۷ ]               |
| ۱۴۰۳ | کنسرت نمایش کوچه عاشقی  | سید جلال‌الدین دری | کاخ سعدآباد                             | [ ۱۸ ] [ ۱۹ ] [ ۲۰ ] |